# Phillips County (Kansas)
Phillips County is een county in de Amerikaanse staat Kansas.
De county heeft een landoppervlakte van 2.295 km² en telt 6.001 inwoners (volkstelling 2000). De hoofdplaats is Phillipsburg.

## Bevolkingsontwikkeling

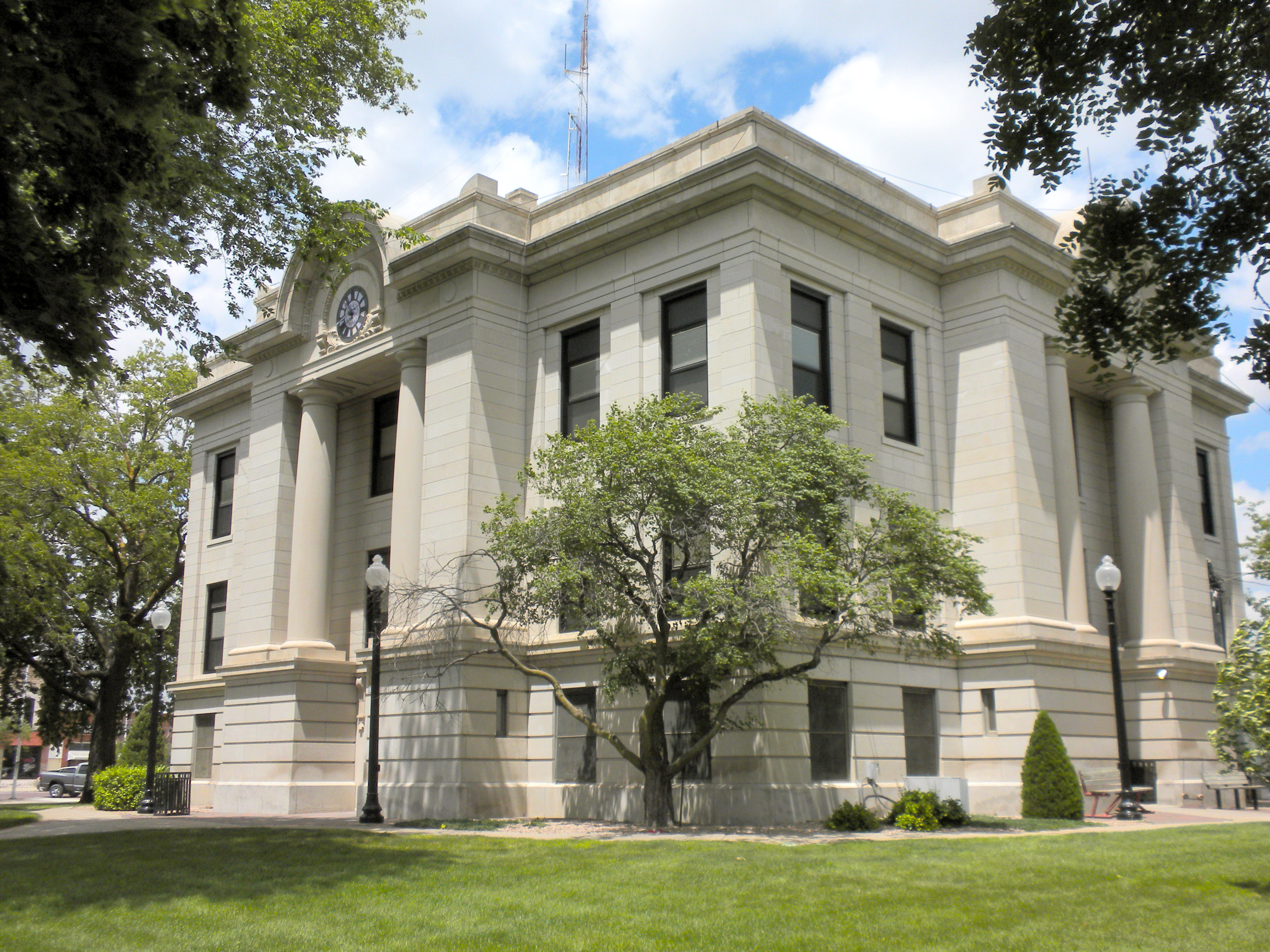
Phillips County Courthouse